# 日本歯科産業学会
日本歯科産業学会（にほんしかさんぎょうがっかい、Japanese Society for Dental Products;JSDP）とは、歯科器材の調査研究・臨床評価等を目的とする専門学術団体の一つである。

## 概要
1986年に歯科器材臨床研究会として設立、1990年に日本歯科産業学会となる。会員数200名余。2009年現在、
会長は吉田隆一。

## 本部事務局
- 〒161-8558　東京都新宿区下落合 2-6-22 　一世出版株式会社内

## 学会誌
- 『日本歯科産業学会誌』年2回発刊 ISSN 1342-3606 全国書誌番号:00105370

## 加盟団体
- 日本歯学系学会協議会